# Дерябін Андрій Федорович
Деря́бін Андрі́й Фе́дорович (*1770 — †26 червня 1820) — російський геолог, обер-берггауптман, директор Департаменту гірничих та соляних справ.

## Біографія
Народився в сім'ї священика в Пермській губернії. Початкову освіту отримав в будинку батька, потім навчався в Тобольській семінарії. Після закінчення подався до Петербургу, де хотів вступити до медико-хірургічної академії, але 1778 року вступив до вищого гірничого училища (нині Санкт-Петербурзький державний гірничий інститут). Закінчивши училище з відзнакою отримав місце на Нерчинських гірських заводах. Як гірничий інженер після недовгої роботи на заводі був відісланий за кордон для навчання на англійських, французьких та німецьких заводах. Вивчав геологію Західної Європи, зібрав велику колекцію мінералів та корисних копалин, яку пізніше (1801) пожертвував в мінералогічний кабінет Гірничого корпусу. 1798 року повернувся до Росії, був назначений членом Берг-Колегії, в 1800 році в чині берг-гауптмана став керівником експедиції та контори розподілу золота й срібла.
Користуючись великим авторитетом, часто виконував різноманітні доручення, особливо по зброярській справі, брав участь у низці тимчасових комітетів та комісій Міністерства фінансів, Військового та Морського відомств. 1801 року, зі скасування канцелярії головного Правління заводів, рудники та гірничі заводи були ввірені особливому начальству під наглядом Берг-колегії. Таким чином Дерябін стає головним начальником Гороблагодатських та Пермських заводів, а потім керівником Дедюхинського соляного промислу. При ньому були відкриті нові рудники, знайдені нові родовища залізних руд, збудований Верхньобарангинський чавуноливарний завод. 1804 року був створений комітет для вивчення стану розвитку гірничовидобувної промисловості, активним членом якої був Дерябін. Разом з Аникитою Ярцовим участь в розробці проекту «Горного положения», затвердженого в 1806 році.
Після закінчення реформ Дерябін отримує пост керівника Гороблагодатських, Камських та Богословських рудників та заводів, тобто майже всіх заводів Уралу. При ньому заводи почали укомплектовуватись новітніми технологіями, перебудовані й удосконалені машини, підвищувались кваліфікації робітників. Він збудував при Іжевському заводі Вятської губернії зброярську фабрику, передану пізніше до військового відомства. 1810 року Дерябін повертається до Петербурга, 1811 року стає першим директором Департаменту гірничих та соляних справ. Йому також підпорядковувався Гірничий корпус (колишнє гірниче училище). 1814 року за його проектом в Сибір була відіслана геогностична експедиція для дослідження та опису гір та пошуків корисних копалин. В 1817 році через погіршення здоров'я, Дерябін уходить у відставку, керує фабриками графа Румянцева у Гомелі.